# William Ireland Knapp
William Ireland Knapp   (Nova York, 10 de març de 1835 - París, 5 de desembre de 1908) fou un lingüista i missioner baptista.

## Biografia

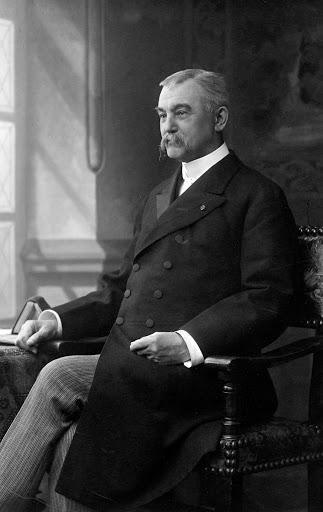
William Ireland Knapp. Fotografia d'El Eco Bautista, març 2021

De la vida de Knapp cal destacar-ne dues facetes personals diferents. La primera com a lingüista, professor i escriptor que va exercir durant tota la seva vida i la segona com a missioner protestant a l'estat espanyol durant set anys (1869-1876).

### Knapp lingüista
William Ireland Knapp va néixer a Greenport, Suffolk, Nova York el 10 de març de 1835. Era el petit de sis germans. El seu pare era el pastor baptista reverend Henry Reynolds Knapp i la seva mare Mary C. Center. Després de la seva formació academica va llicenciar-se en Arts el 1860 a la Universitat de Madison (que a partir de 1890 s'anomenarà Universitat de Colgate). Dos anys més tard (1862) va obtenir el grau de catedràtic de filologia. Fou professor de llengües antigues i modernes a Vassar College des de 1865 a 1867. Aquest col·legi va ser el segon en tot els Estats Units que va oferir formació universitaria exclusivament per a noies. Algunes de les seves alumnes com ara Cornelia Raymond, Martha S. Warner, Mary Norris i Helen Sylvester lloaven al professor Knapp com el millor que havien tingut, tant a nivell educatiu com personal. El 1867 any que Knapp va acomiadar-se del College, Sarah Louise Blatchley en nom de totes les seves companyes va dirigir aquestes paraules al seu professor:
" Com que ara estem a punt d'abandonar el seu Departament, totes estem desitjoses d'expressar el nostre agraïment per les seves instruccions durant els  últims dos  anys. No oblidarem que, per molt que altres hagin dubtat i fet enrere, vostè ens ha tractat de forma justa i franca com a estudiants, i que les lliçons que hem extret dels llibres que hem llegit tots junts han estat adequades per a interessar a les ments educades.Tot i que sovint ha anat més enllà de l'horitzó del nostre coneixement per conduir-nos cap a nous regnes de saviesa que encara no havíem assolit, mai no heu dubtat de fer-nos-ho adequat per a la nostra comprensió inferior".
Knapp va viatjar a Europa l'any 1858, estada que li va causar un fort impacte, tant que li va dur a tornar-hi tot sovint per viure-hi i treballar. Un cop va abandonar el Vassar College va fer-se el proposit de creuar l'Atlàntic i emprengué un periple per Anglaterra, França i Espanya. Knapp, que dominava amb prou soltura l'idioma espanyol, decidí que Espanya seria finalment el seu destí.
Knapp va contraure matrimoni amb Adeline S. Roberts (1839-1936), filla del capità de la marina mercant William Albert Roberts, el dia 25 de desembre de 1861 a la ciutat de Kirkland, Oneida, NY. La seva muller té estudis de música i li serà de gran ajuda en la seva tasca missionera a Espanya, en l'acompanyament amb l'orgue als serveis religiosos i la seva activitat principalment amb els nens.

### Knapp, missioner a Espanya
Tot i que mai abandonarà la seva tasca filològica i d'escriptor, quan Knapp arriba a l'estat espanyol el 1867, la seva principal intenció es fer proselitisme a favor de la fe baptista, branca del protestantisme. Només l'acompanya la seva esposa. No té suport de cap organisme internacional. Però a Espanya encara no ha arribat el moment de fer-hi tasca missionera, ja que no es garanteix la llibertat religiosa. Es trasllada provisionalment a Paris, fins que al 1869 s’instal·la a Madrid aprofitant el nou període de llibertat religiosa que s'inicia al 1968 amb la revolució anomenada La Gloriosa. Segons explica ell mateix, va convocar diverses conferències on 1325 persones abraçaren la fe protestant l'abril de 1870. No sembla pas que totes aquestes adhesions inicials fructificaren en fidels consolidats. Tanmateix, va obrir cinc llocs de culte a diferents barris de la ciutat, fundà escoles dominicals amb una assistència de 250 infants i preparà un grup de set joves estudiants per a tasca missionera impartint-los cada dia al matí classes de Bíblia, hermenéutica, història sagrada, geografia i idiomes. Va escriure a la Unió Missionera baptista americana, però en no obtenir una resposta convincent i per tal de presentar a la societat una proposta evangèlica el més unida possible, decidí col·laborar amb dos agents de l'església presbiteriana -William Moore i John Jameson- que treballaven per obrir un temple al barri de Lavapiés i un altre a la plaça de la Cebada. Aquesta unió, però, va durar poc més de tres mesos, ja que a l'agost de 1870 decidí organitzar juntament amb un parell d'agents que havien arribat dels EUA -un d'ells el seu germà- una església amb la litúrgia baptista, trencant amb els presbiterians. A més, l'església va ser formada en un inici amb els 33 membres de la capella presbiteriana de Lavapiés que es passaren en bloc a la obediència baptista. A finals de l'any 1870 es van agrupar totes les comunitats baptistes en dues úniques capelles: una al dit carrer de Lavapiés amb 48 membres i l'altre al carrer de la Libertad amb 42 membres.
El treball de Knapp no es va limitar a Madrid, sinó que va fundar l'església baptista d'Alacant (el 1871) i petites comunitats a La Seca (Valladolid) i Linares (el 1873). També organitzà missions a València i Alcàntara a Extremadura. A Barcelona confirma que hi ha enviat l'evangelista Ricardo P. Cifré, que entre 1875 i 1877 funda la primera església baptista de Catalunya a L'Hospitalet de Llobregat. Durant alguns mesos del 1871 va rebre l'ajuda del missioner americà John W. Terry. La resta del temps ho va fer sol o amb el suport dels convertits locals.
Malgrat els esforços de Knapp, la totalitat de congregacions que havia fundat van acabar desapareixent del tot, a causa de diverses causes, una d'elles la pressió i intolerància clerical, però també a la mala gestió i comportament d'alguns dels líders que Knapp deixà al capdavant de les comunitats.

### Knapp torna als EUA
Knapp se’n va tornar als Estats Units el 21 de novembre de 1876. Va deixar al capdavant de l'església de Madrid a Manuel Canencia, a Ricard Cifré a la de L'Hospitalet de Llobregat i a Jorge Simeón Ben Oliel a la d'Alacant.
Malgrat no va sobreviure cap església de les fundades per Knapp, si que algun dels seus deixebles -com ara l'aragonès Manuel Marin Casaus- van formar-se i esdevingueren dirigents importants de les comunitats baptistes. També consta que a finals del segle xx, 42 creients evangèlics asseguren ser descendents d'alguns dels primers membres convertits per Knapp.
Graciès als seus estudis sobre la literatura espanyola i en particular a la figura de Boscan, va ser nomenat el 1877 cavaller comanador de l'Ordre d'Isabel la Catòlica. En arribar als Estats Units va entrar de professor de Llengües Modernes a la Universitat Yale. Ho va fer de 1879 a 1892. Més tard va ser nomenat professor en cap de Llengües Romàniques. El 1892 va obtenir la càtedra de Llengua i Literatura Espanyola a la Universitat de Chicago, que va ocupar tres anys. A Yale va ser professor del cèlebre hispanista Archer Milton Huntington, fundador de la Hispanic Society of America. Va reeditar les obres de Juan Boscán (1875) i Diego Hurtado de Mendoza (1877). L'estudi dels escrits de George Borrow el va convertir també en un bascòfil.
Després dels anys a Chicago, el 1895 va retornar una altra vegada a Europa, primer a Anglaterra i després ja definitivament a Paris on exercia de professor de llengua espanyola i es dedicava a les activitats literaries. Els diumenges impartia classe a l'església on assistia. També va ser membre destacat de la Gypsy Lore Society. La seva darrera residència a Paris fou a la Rue de la Université, 191.
Knapp va morir a Paris el 5 de desembre de 1908. El seu cos fou traslladat als Estats Units i enterrat al Colgate University Cemeteri. Quan morí la seva dona Adeline el 1936, fou sepultada al mateix indret que el seu marit.

## Llibres
- Modern Spanish Reading, Embracing Test, Notes and Etymological Vocabulay (Nova York, 1864)
- La explicación de la doctrina de la imputación según las escrituras (Madrid, 1870)
- La voz de Dios acerca del bautismo (Madrid, 1870)
- Manual eclesiástico de las iglesias bautistas españolas (Madrid, 1870)
- Almanaque Cristiano para el año 1870 (Madrid)
- Himnos cristianos (Boston, 1871)
- Las escrituras del nuevo pacto (Madrid, 1871)
- Del bautismo cristiano (Madrid,1871)
- Biblioteca escogida de literatura española (Madrid, 1875)
- Las obras de Juan Boscan (ed.) (Madrid, 1875)
- Obra poética de don Diego Hurtado de Mendoza (2 vols.) (Madrid, 1876-77)
- Historical and Personal Reminiscenses of the Spanish Revolution (New Haven, 1881)
- Lecturas escogidas de autores españoles que hoy viven (New Haven, 1881)
- A Grammar of the Modern Spanish Language (Boston, 1882)
- Concise Bibliography of Spanish Grammars and Dictionaries 1490-1870 (Boston, 1884)
- Life, Wrintings and Correspondance of George Borrow: Derived from Official and Other Authentic Sources (Londres, 1899) en 2 volums
- Borrow's Lavengro and The Romany Rye (Londres, 1900)